# Bungur (kecamatan)
Bungur (indonez. Kecamatan Bungur) – kecamatan w kabupatenie Tapin w prowincji Borneo Południowe w Indonezji.
Kecamatan ten graniczy od północy z kecamatanami Lokpaikat i Tapin Utara, od północnego zachodu z kecamatanem Piani, od południowego zachodu z kabupatenem Banjar, od południowego zachodu z kecamatanami Salam Babaris i Tapin Selatan, a od zachodu z kecamatanem Tapin Tengah.
W 2010 roku kecamatan ten zamieszkiwało 11 625 osób, z których 5875 stanowili mężczyźni, a 5750 kobiety. 11 614 osób wyznawało islam.
Znajdują się tutaj miejscowości: Banua Padang, Banua Padang Hilir, Bungur, Bungur Baru, Hangui, Kalumpang, Linuh, Paring Guling, Purut, Rantau Bujur, Shabah, Timbung.